# Kunstmuseum Celle mit Sammlung Robert Simon

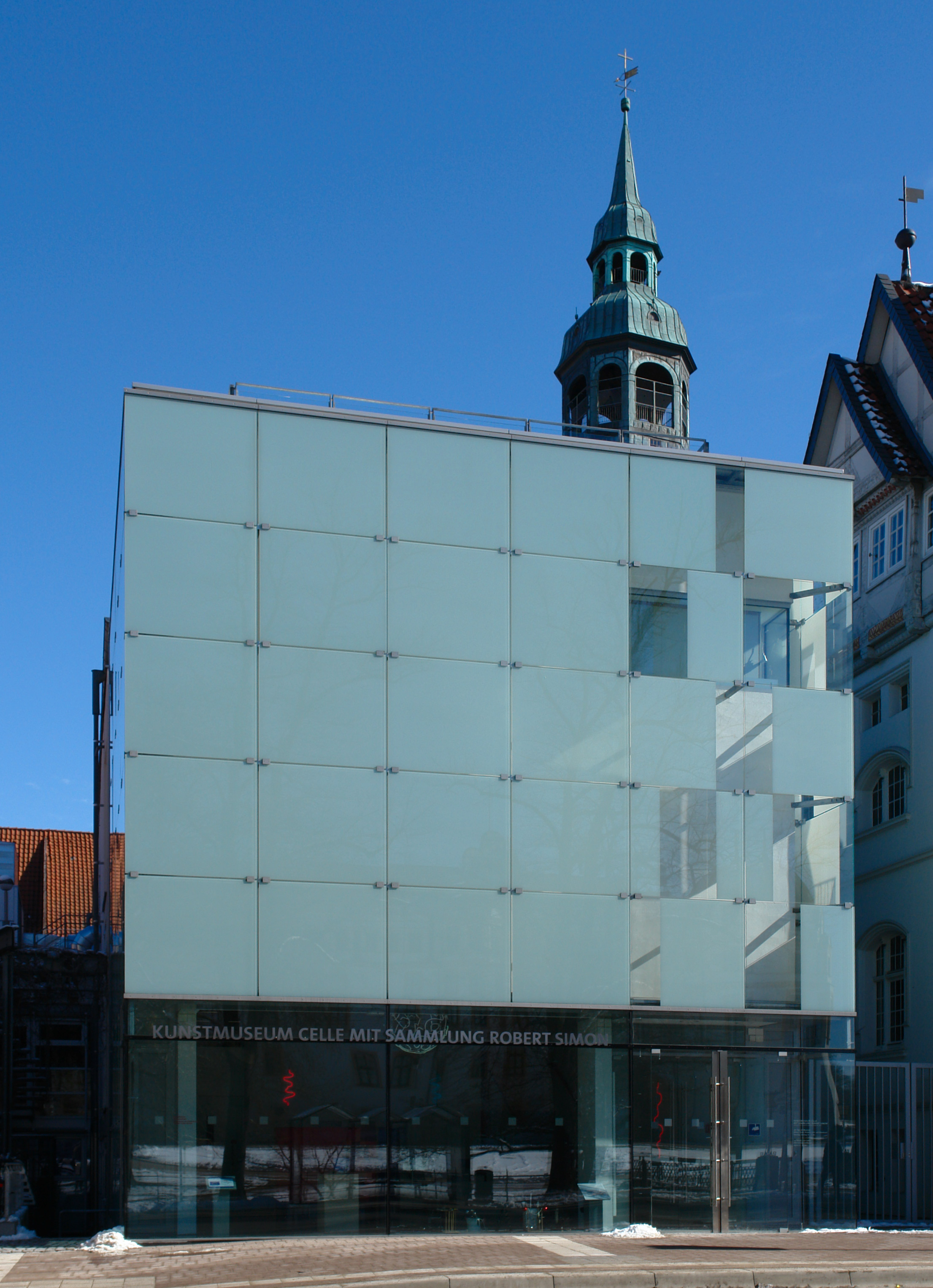
Das Museum, im März 2010

Das Kunstmuseum Celle mit Sammlung Robert Simon ist ein Kunstmuseum in Celle.
Das Haus verfügt über eine Ausstellungsfläche von über 1000 Quadratmetern, verteilt über drei Etagen. Architektonischer Glanzpunkt des Hauses ist der bei Nacht von innen farbig leuchtende Glaskubus. 2005 erfolgte ein Anbau nach einem Entwurf der Architekten Ahrens und Grabenhorst. Das Museum beherbergt einen großen Teil der Sammlung Robert Simon. Museumsgründer und ehrenamtlicher Leiter ist der Kunstsammler, Galerist und Stifter Robert Simon.
Träger des Museums sind die Kunst-Stiftung Celle und die Robert-Simon-Kunststiftung.

## Konzept

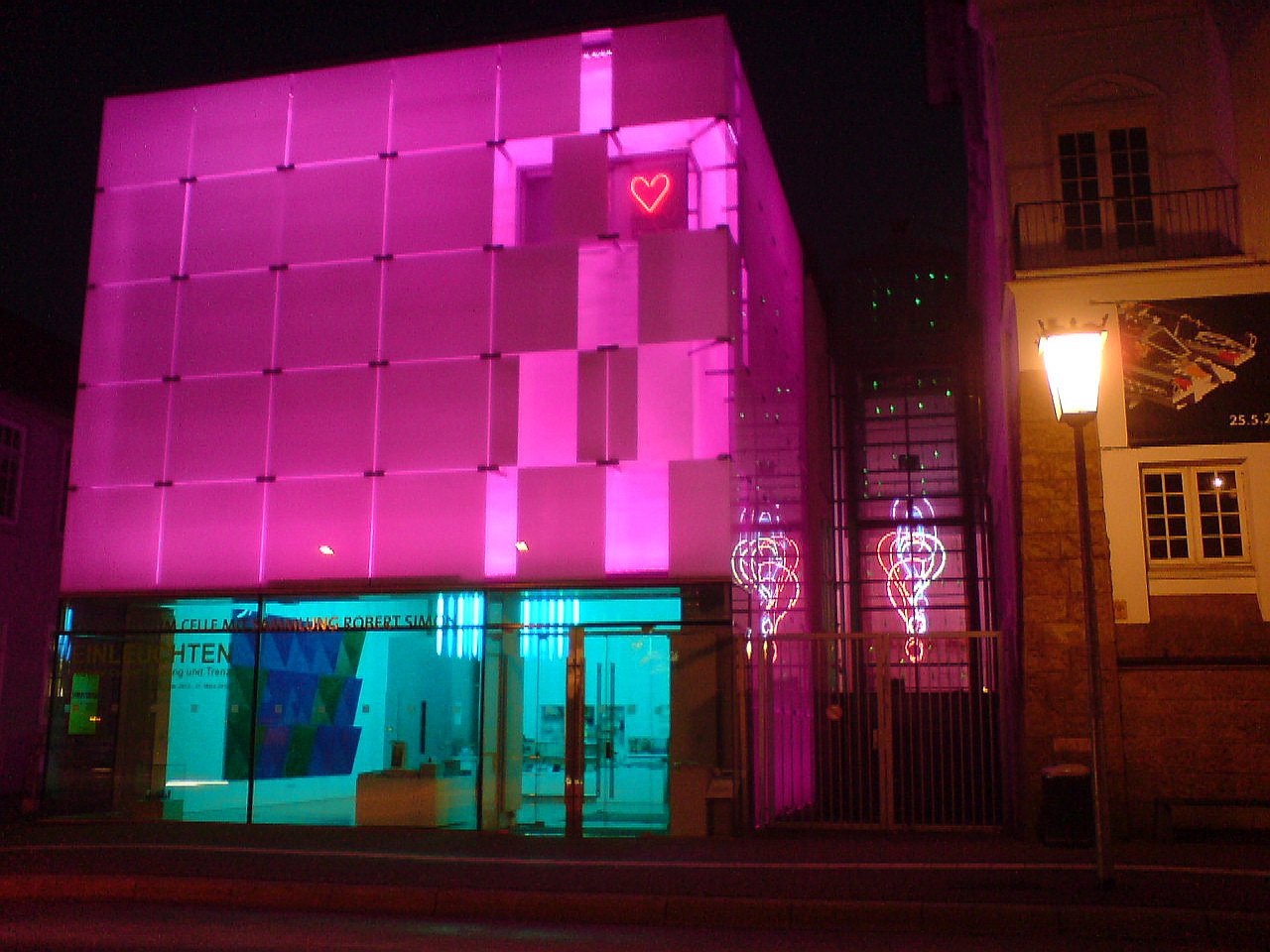
Haupteingang des Museums mit Lichtinstallationen während der Ausstellung Einleuchten, Waltraut Cooper, Hartung und Trenz

Das Haus zeigt Tag und Nacht Kunst. Zu den regulären Öffnungszeiten können in den Innenräumen Bilder, Objekte und Skulpturen betrachtet werden. Nach Schließung des Hauses und mit Anbruch der Dunkelheit lassen sich die Installationen internationaler Lichtkünstler von außen betrachten.

## Sonderausstellungen (Auswahl)
- 2001: Otto Piene: Lichtjahre 1957–2001,[3]
- 2002: Brigitte Kowanz – See it now,[4]
- 2008: Otto Piene – Verwandlung,[5]
- 2013: Scheinwerfer – Lichtkunst in Deutschland im 21. Jahrhundert,[6] Celle, Deutschland
- 2014: Scheinwerfer. Lichtkunst in Deutschland im 21. Jahrhundert. Teil 2,[7]
- 2015: Die Kraft der Idee. 20 Jahre Sammlung Robert Simon in Celle,[8]
- 2016: [p:lux] – Licht teilen, in Kooperation mit der Kunsthochschule für Medien Köln und Mischa Kuball,[9]
- 2017: Otto Piene: A Better World,[10]
- 2018: Light Box: 18 aktuelle Positionen,[11]
- 2019: Daniel Hausig: Dynamic Light,[12]
- 2020: Parallel Worlds: Art, Science & Fiction,[13]
- 2021: Vier und Zwanzig Lichtstunden
- 2022: Michael Jäger: People
- 2023: Float: Dazwischen als Strategie
- 2023: I.U.S - I.YOU: Something: Ein partizipatives Kunstprojekt für Kinder und Jugendlichen
- 2024: Hans Kotter : Licht, Raum
- 2024: Annett Zinsmeister: Licht, Raum

## Sammlung
Das Kunstmuseum zeigt Arbeiten von der Gegenwart bis zurück ins frühe 20. Jahrhundert. Schwerpunkt bilden die 1960er Jahre. Gezeigt werden Malerei, Grafik, Skulptur, Licht- und Objektkunst aus der Sammlung Robert Simon. Neben einer Kollektion an Multiples von Joseph Beuys sind Arbeiten von Ralph Fleck, Dieter Krieg, Molitor & Kuzmin, Regine Schumann, Timm Ulrichs und Ben Willikens vertreten. Hinzu kommt der Sammlungsschwerpunkt niedersächsischer Malerei mit Arbeiten von Professoren und Absolventen der Kunsthochschule Braunschweig und Schaukästen von Peter Basseler. Zum Bestand gehören außerdem Zeichnungen aus den 1920er Jahren von zwei Vertretern der Neuen Sachlichkeit, der hannoverschen Künstler Grethe Jürgens und Erich Wegner, sowie Arbeiten ihres Lehrers Fritz Burger-Mühlfeld.
Die „nachtaktive Seite“ des Museums ist unter anderem bestückt mit Werken von Klaus Geldmacher, Brigitte Kowanz, Vollrad Kutscher, Francesco Mariotti, Leonardo Mosso, Otto Piene und Timm Ulrichs. Im Innenhof zur Seite des Celler Markts steht das Skulpturenpaar „Feuerwerk für Celle“ von Otto Piene. Von dem ZERO-Künstler stammt auch der speziell für Celle gestaltete Lichtraum.

## Deutscher Lichtkunstpreis
Der Deutsche Lichtkunstpreis wird seit 2014 alle zwei Jahre von der Robert Simon Kunststiftung im Kunstmuseum Celle verliehen und ehrt Künstlerinnen und Künstler für herausragende Beiträge zur Lichtkunst. Der Preis ist mit 10.000 Euro dotiert und wird jeweils durch eine umfangreiche Einzelausstellung begleitet.
Geehrt werden die Preisträger von einer Institution, deren Gründer ebenfalls eine Art Pionier der Lichtkunst ist. Als Robert Simon sich 1998 „das erste 24-Stunden-Kunstmuseum der Welt“ patentieren ließ, war er der erste Museumsleiter in Deutschland, der in seinem Haus internationale Lichtkunst zum Schwerpunkt des Sammlungsprofils machte und das Feld mit regelmäßigen Ausstellungen systematisch auslotete. Inzwischen gehört die Lichtkunstsammlung der Robert Simon Kunststiftung zu den größten öffentlichen Sammlungen dieser Art in Deutschland.
Preisträger:
- 2014: Otto Piene[14]
- 2016: Mischa Kuball[15]
- 2018: Brigitte Kowanz[16]
- 2020: Jan van Munster[17]
- 2022: Ulrike Gehring[18]
- 2024: Hans Kotter[19]

## Auszeichnungen
- 2007 wurde das Kunstmuseum Celle von der Initiative „Deutschland – Land der Ideen“ ausgezeichnet. Gewürdigt wurde das innovative Museumskonzept.
- Ebenfalls 2007 wurde die Architektur des Gebäudes prämiert: Eine internationale Fachjury setzte das Kunstmuseum Celle auf Platz fünf der zwölf besten Beispiele zeitgenössischer Architektur in Deutschland.[20]